# .38-40 WCF
Pour les articles homonymes, voir .38.
La cartouche US .38-40 Winchester Center Fire a été conçue en 1874 par la W.R.A. Co pour la Winchester 1873.

## Dimensions
- Diamètre réel de la balle : 10,17 mm
- Longueur de la douille : 33,15 mm
- Longueur de la cartouche : 40,40 mm

## Balistique
- Masse de la balle : 11,7 g
- Charge de poudre : 2,6 g
- Vitesse initiale : 297–403 m/s
- Énergie initiale : 515-950 joules